# Kazimierz Molek
Kazimierz Molek (ur. 7 września 1944 w Siemiechowie, zm. w czerwcu 2022) – polski działacz partyjny i państwowy, przedsiębiorca, w latach 1986–1990 podsekretarz stanu w Ministerstwie Kultury i Sztuki.

## Życiorys
Syn Michała i Agnieszki. Od 1972 członek Polskiej Zjednoczonej Partii Robotniczej, od 1976 do 1977 słuchacz Rocznego Studium Politycznego dla Pracowników Aparatu Partyjnego. Działał w Komitecie Warszawskim PZPR od 1974 kolejno jako inspektor, starszy inspektor i zastępca kierownika Wydziału Propagandy i Kultury. Od 31 grudnia 1980 do 27 października 1986 pełnił funkcję zastępcy kierownika Wydziału Kultury Komitetu Centralnego PZPR. Był związany z Ministerstwem Kultury i Sztuki jako dyrektor departamentu kadr. W 1986 został wiceministrem w tym resorcie, stanowisko to zajmował prawdopodobnie do lata 1990; z urzędu kierował Państwową Radą Biblioteczną. Jako wiceminister uczestniczył m.in. w nieudanej ekshumacji Stanisława Ignacego Witkiewicza (natrafiając jednak już na zamkniętą trumnę) i w 80. urodzinach Tadeusza Beceli. W 1990 wygrał konkurs na dyrektora Składnicy Księgarskiej. W III RP związany jako wspólnik z prywatnymi przedsiębiorstwami m.in. z branży wydawniczej.